# Dorniella brunsvicensis
Dorniella brunsvicensis là một loài côn trùng trong họ Blattogryllidae thuộc bộ Grylloblattodea. Loài này được Bode miêu tả năm 1953.